# Gnophos ambiguata
Gnophos ambiguata är en fjärilsart som beskrevs av Philogène Auguste Joseph Duponchel 1830. Gnophos ambiguata ingår i släktet Gnophos och familjen mätare. Inga underarter finns listade i Catalogue of Life.